# ブラックサンダー

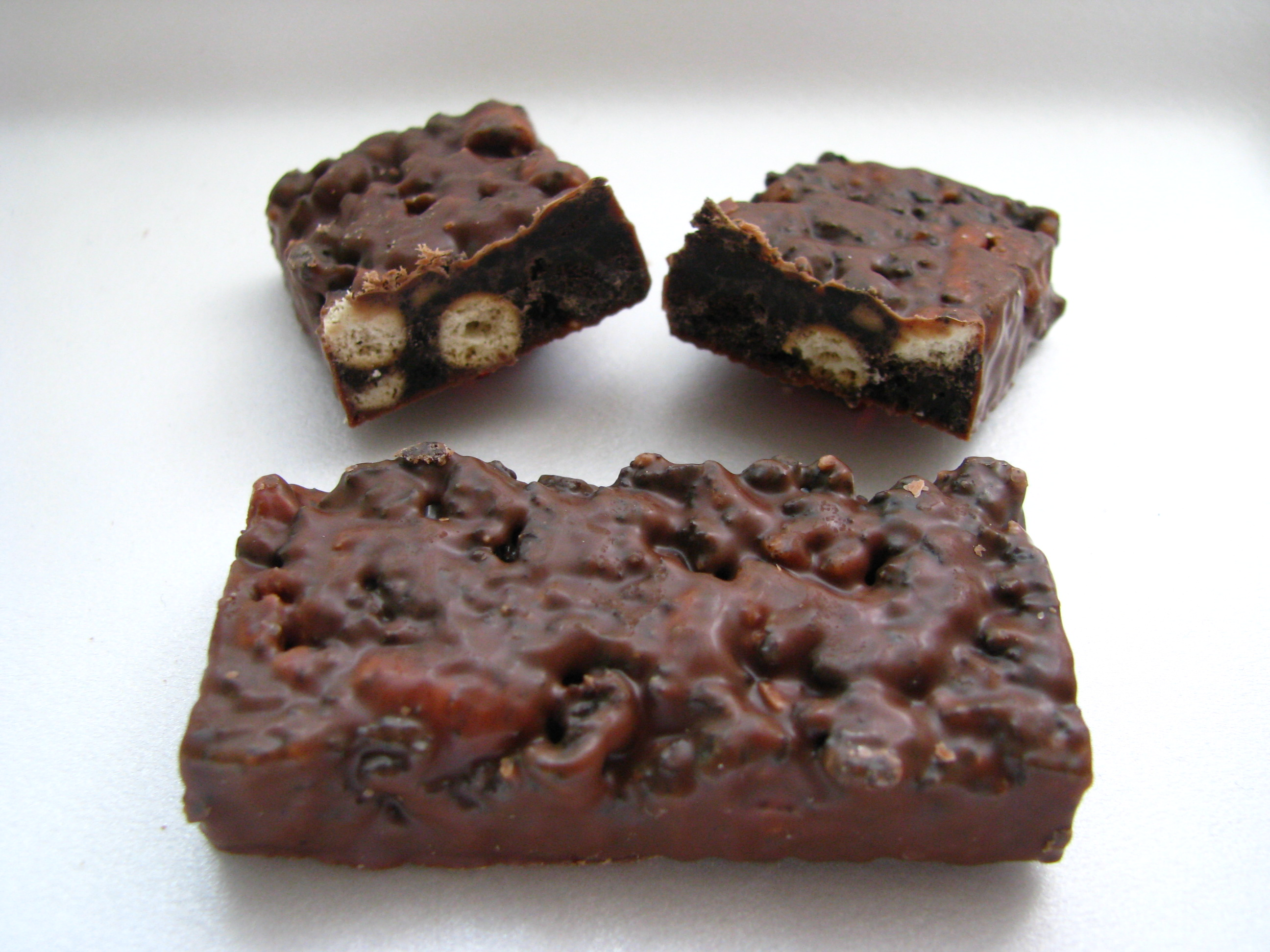
ブラックサンダー

ブラックサンダー（Black Thunder）は、有楽製菓が製造している準チョコレート菓子である。1994年発売開始。姉妹商品としてブラックサンダーミニバー、ビッグサンダーも発売されている。
キャッチコピーは「おいしさイナズマ級!」、「若い女性に大ヒット中!」。

## 概要
1994年（平成6年）に有楽製菓豊橋工場の20代の社員が開発。ココア風味のクランチをチョコレートで固めたものであり、開発コンセプトは売れ筋商品であった『チョコナッツスリー』の食感を重くしたもので、子供ではなく若者を販売ターゲットとした。ココアクッキーを連想させる"ブラック"をキーワードに、黒い雷神という意味の、ブラックサンダーという名前が考えられた。
2000年の最初のリニューアル時に、「おいしさイナズマ級!」というキャッチコピーが付けられ、更に2003年の現行デザインへのリニューアル時に、商品名表記を英語の「BLACK THUNDER」からカタカナの「ブラックサンダー」に変更するとともに、「若い女性に大ヒット中!」というキャッチコピーが追加され、現在に至る。初期には、「うまさ本物！スーパーチョコバー」というキャッチコピーが付けられていたが、最初のリニューアル時に姿を消している。
当初は九州地方限定で試験的に販売していた。しかし、有楽製菓がコンビニ等の量販店に販路を持っていなかったということもあり、駄菓子屋等の小規模販売店での販売に留まっていたため、ターゲットと販売店の利用者層が噛み合わずに、売上は5年間低迷を続けていた。あまりの売れ行きの悪さに「1年ほど休売していた時期もあった」という。そこで、若者が集まる大学の生協に目を付け販売を開始したところ、学生に支持され、京都大学生協では菓子部門で売上1位を獲得するほどの人気となった。その後、セブン-イレブンにパイプを持つ卸売会社の協力で得た商談の機会にて、九州地方限定での「もし販売が不調であれば、即取引停止」という条件付きの3カ月の試験販売期間を得る。そこで好調な販売成績を得て、全国のセブン-イレブンにも採用され、その後ローソンやファミリーマート等の大手コンビニでの展開もされるようになり、売上も急上昇する。
インターネット上では2006年頃に生協の白石さんに取り上げられて以降、知名度が上昇した。また、2008年には北京オリンピック体操個人総合において銀メダルを獲得した内村航平の好物として知られたことで、認知度、売上が上昇し、2009年度には販売数が一億個を突破。 2012年に内村がロンドンオリンピック体操個人総合で優勝した際にも、母親が花束の代わりにブラックサンダーを贈ったことなどが話題となり、出荷量が急増した。ロンドンオリンピック前の報道で「ブラックサンダー断ち」が明らかになり、発売元が残念がっているとも報じられた。
2010年5月にはアパレルブランドのGuacamoleと水着のコラボレーションを発表、有名セレクトショップなどで発売され、その後2011年2月には『謎のブラックサンダー』というタイトルで書籍化もされた。
2013年からはバレンタインデーのシーズンに「一目で義理とわかるチョコ」のキャッチコピーで、主に義理チョコ用途を狙ったキャンペーンを展開しており、主にネット上で大きな反響を得ている。2014年からは後述するように期間限定の「義理チョコショップ」を出店し、限定商品を発売している。
2013年5月17日より、豊橋鉄道の路面電車である東田本線で運用されているモ3200形電車3201号に、ブラックサンダーの全面ラッピング広告を施した車両が登場した。この車両は老朽化により、2019年9月19日の運用をもってブラックサンダー号の塗装のまま廃車となった。その翌月からはモ800形802号が2代目ブラックサンダー号として登場している。
日本国外では、2011年より台湾で販売を開始。台湾では「黒雷神（ヘイレイシェン）」等の商品名で展開されている。2013年9月に「ビッグサンダー」の販売を開始したあたりから人気が上昇し、2014年現在は全生産量の6割を台湾への輸出に回すほどのブームとなっている。2014年に起きた台湾学生による立法院占拠においても、運動のメインとなっている「太陽花学運（ひまわり学生運動）」のシンボルカラーが黒であるというつながりから、ブラックサンダーが差し入れ品として人気になっている。
ブラックサンダーは愛知県豊橋市の豊橋夢工場で最も製造されているため、豊橋銘菓としてキヨスクで限定商品が売られている。白いブラックサンダーは北海道札幌市厚別区の札幌工場で製造される。
2016年、MCバトルをモチーフにしたCMが公開された。
2019年9月、ブラックサンダー発売25周年を記念し、タレントのMattを起用したCMを制作した。
2022年9月15日出荷分より、本製品で使用されている全てのカカオが児童労働撤廃の対策を取ったものに切り替わった。
原材料・包装資材の価格高騰や物流コストなどの上昇を受け、2023年3月より発売以来初めて価格が改定される。改定率は8.3%〜16.7%。ミニバーなどを一部のバリエーションは内容量の変更も実施される。
2025年5月20日、豊橋市からの委嘱を受け豊橋観光アンバサダーに就任したほか、同月27日には豊橋夢工場内に工場見学のできる直営店「ブラックサンダーワク・ザクファクトリー」が開設されている。

## シリーズ
ブラックサンダー
1994年に発売。2000年にリニューアル。2003年8月に再リニューアル。2019年9月、発売25周年。
ブラックサンダー ミニバー
2005年に発売。
ビッグサンダー
2006年に発売。ココアクッキークランチをチョコでコーティングし、板チョコ状にした商品。2011年4月18日からパッケージを一新した。2012年3月19日にはチョコを増量し「厚盛り」になってリニューアル。
ちびサンダー ホワイトチョコ味
2009年6月22日に発売。ちびサンダーシリーズの1種で雷神戦隊というキャラクターがプリントされている。キャラクターの色は灰色と黒をメインとしている。
2012年9月28日のリニューアルの際に、包装から電神戦隊のキャラクターが消えている。
ちびサンダー バナナチョコ味
2009年6月22日に発売。ちびサンダーシリーズの1種で雷神戦隊のキャラクターはイエローになっている。
ブラックサンダーアイス
2009年10月1日に発売。ロイヤル食品の製造によるアイスでセブン-イレブンで限定発売されている。
ちびサンダー ナッツ＆クッキーチョコ味
2010年2月8日に発売。ちびサンダーシリーズの1種で雷神戦隊のキャラクターはブルーになっている。
DearGirlサンダー
2010年3月8日に関東・関西のコンビニやアニメイトや超A&Gショップで発売。キャッチコピーは「DearなGirlに大ヒット中!? おいしさハンサム級」、味は「初恋の味 塩チョコ」。
文化放送の神谷浩史・小野大輔のDearGirl〜Stories〜とのコラボレーション商品で、購入場所によっては20個入りのボックスを2箱同時購入でDGサンダーポストカードが付いた。包装の裏面には「裏面お楽しみ企画」として35種類のキャッチコピーが印刷されている。2010年10月には一部ファミリーマートで、2011年1月よりアニメイトで再発売された。再発売時には裏面の一部キャッチコピーの入れ替えや特典のDGサンダーポストカードも変更されている。
ブラックサンダーモナカ
2010年9月に発売。ロイヤル食品の製造によるアイスでセブン-イレブンで先行発売されている。
モーニングサンダー
2010年10月18日に九州地区限定で発売。2012年現在では、販売地域が拡大されている。2012年9月28日にリニューアル。
白いブラックサンダー
2010年に楽天市場限定で20個入りのセットで発売。2011年2月1日に北海道限定で12個入りのセットで発売。キャッチコピーは「おいしさ直滑降!」
豊橋ブラックサンダーミニ
2011年3月1日にJR豊橋駅のキヨスク限定で発売。大きさがA4サイズ程度のボックス仕様で、包装も豊橋の吉田城や豊橋鉄道東田本線の路面電車や、手筒花火など祭りの写真がプリントされた特別仕様になっている。現在は豊橋駅の他二川駅や岡崎駅や蒲郡駅や豊川駅のキヨスク、及び中部国際空港でも販売されている。
ブラックサンダーまんじゅう
2011年4月に北海道限定で発売。同年8月より東北地方、12月に中部地方で販売地域が拡大されたが、関東地方では販売されていない。
ブラックサンダー チロルコーヒー味
2011年10月10日に関東限定で発売。チロルチョコ監修によるコラボ。公式には関東限定となっているが、実際には関東以外でも販売されている。
ブラックサンダー キョロちゃんピーナッツ味
2011年10月10日に関東限定で発売。森永製菓監修によるコラボ。公式には関東限定となっているが、実際には関東以外でも販売されている。
ビッグサンダー猪木
2011年10月11日にセーブオン限定で発売。アントニオ猪木とのコラボ。包装には「BIG 1!2!サンダー」と印刷されている。
ちびサンダー ブラックベリー
2011年10月24日に発売。ベリーチョコレートとブラックココアビスケットを組み合わせた商品。ニューヨークをイメージしており、商品も英字で書かれている。ちびサンダーシリーズの1種で雷神戦隊のキャラクターはピンクになっている。
ビッグサンキュー
2012年1月19日に発売。ビッグサンダーの包装をバレンタイン仕様にしたもの。
白いブラックサンダーアイス
2012年5月8日に北海道限定で発売。ブラックサンダーアイスと同じくロイヤル食品製造によるアイスでセブン-イレブンで限定発売されている。順次、全国販売予定。
ちびサンダー 朝食ヨーグルト味
2012年5月22日に発売。ちびサンダーシリーズの1種で雷神戦隊のキャラクターはアクアブルー（水色）になっている。
ブラックサンダーX
2012年に6月25日に関西・中京地方限定で発売、7月31日から関東地方でも発売。
ブラックサンダー BOXケーキ
2012年に9月25日に東北から中京圏のサークルKサンクスで先行発売。10月以降一部スーパーでも販売。株式会社ロピアが製造、株式会社アンジュールが販売している。
ブラックサンダー ワッフル
2012年に9月25日に東北から中京圏のサークルKサンクスで先行発売。関西から九州と北海道エリアは10月2日より発売。栄屋乳業が製造。
ブラックサンダー チョコクレープ
2012年に9月25日に東北から中京圏のサークルKサンクスで先行発売。10月以降一部スーパーでも販売。株式会社ロピアが製造、株式会社アンジュールが販売している。
ブラックサンダー チョコムースバー
2012年に9月26日にローソンストア100で先行発売。有楽製菓と株式会社ロピアと提携し、株式会社アンジュールが販売している。要冷蔵商品。
ブラックサンダー ハードボイルド
2012年11月に中京・静岡・北陸のサークルKサンクスで先行発売。
ピンクなブラックサンダー プレミアムいちご味
2015年6月に北海道限定で発売。白いブラックサンダーの姉妹品で、これも札幌工場で製造される。
幸せの黄色いブラックサンダー レモン味
瀬戸内産レモンのフレーバーを使用した「初恋の思い出の甘酸っぱい味」。1箱18個入り。
ブラックサンダー ミニバーアメリカン
アメリカンチェリー味のミニバー。1袋12個入り。
白黒サンダー 板チョコ
ビッグサンダーのチョコをホワイトチョコに変更した商品。
和のブラックサンダー きなこ
コーティングのチョコをきなこ味にしたもの。セブンイレブン限定。
和のビッグサンダー 沖縄産黒糖
ココアクッキークランチを黒糖味のクッキーに変えたもの。セブンイレブン限定。
ブラックサンダーゴールド
チョコチャンクとココナッツを加えた商品。
クリスプサンダー Wナッツカーニバル
クランチをコーンと米のパフに変更し、ナッツを加えた商品。
ブラックサンダー×ファンタ 爽快オレンジ味
2016年6月6日発売。炭酸飲料ファンタのオレンジ味とコラボした商品。
ブラックサンダー ダークマター
2016年9月に販売。「ながーいブラックサンダー」として誕生。
ブラックサンダーティラミス
2017年10月31日にローソンで先行販売。働く女性のランチを幸せに締めくくれる、初のスイーツ系サンダーとして開発された。
アーモンドのサンダー
2023年8月22日に発売された。3種類のアーモンドを使用。
真っ黒なブロックサンダー
2024年3月5日にファミリーマートで限定販売。ブラックココアパウダーやココアクッキー、チョコレートチップを使用。

## 義理チョコショップ限定商品
2014年から有楽製菓はバレンタインデーおよびホワイトデー前に東京駅のおかしランドへ「義理チョコショップ」をオープンしており、お返し用の限定商品やその年の新商品を先行販売している。
ブラックサンダー 義理チョコパッケージ
ラ・ブラックサンダー ミニバー。
どちらも中身は通常の商品と同一だが、「一目で義理と分かる」包装やパッケージに変更されている。前者は1箱20個入り、後者は160グラム×2袋入り。
ブラックサンダー大
白いブラックサンダー大
通常の約35倍の重さがある特大サイズの商品で、「おおきさヘビー級!」がキャッチコピー。個数限定で。。
ブラックサンダー ショコラケーキ
ブラックサンダーのような食感のチョコレートケーキ。個数限定。
生ブラックサンダー
生チョコレートを使用した「義理の本命、特別な相手への義理チョコ」用の特別品。2014 - 2015年は生ブラックサンダーラグジュアリー、2016年はチョコ専門店監修による柚子味の生ブラックサンダー2016として個数限定で発売。

## コラボレーション企画商品
2011年10月から、首都圏と北関東を中心に森永製菓のチョコボールやチロルチョコ株式会社のチロルチョコなどとのコラボレーション企画商品が発売されている。
- チロルチョコ
チロルチョコ ブラックサンダー
ブラックサンダーの味（ココアクッキークランチ）と包装を模している。
- 森永製菓
チョコボール ブラックサンダー味
ブラックサンダーの味を模している。パッケージには下半身が黒い稲妻になっているキョロちゃんがプリントされている。
- 常盤堂雷おこし本舗
東京サンダー
東京銘菓・雷おこしをベースにした黒糖味のチョコバー。1箱110グラム×2袋入り[27]。
- マクドナルド
マックフルーリーブラックサンダー
- カルビー
フルグラサンダー
2018年3月12日発売。
フルグラサンダーミニバー
2018年3月26日発売。2020年3月30日再発売。
フルグラサンダーミニバー 抹茶ラテ
2020年3月23日発売。
フルグラ ブラックサンダー味
2023年11月6日発売[28]。2024年10月28日再発売[29]。
- 焼肉きんぐ
ぐるぐるまぜてね きんぐスロッピー ブラックサンダー
2021年6月23日～9月7日の夏期間限定メニューとして販売。予想をはるかに上回る人気のため、生産が追いつかず7月5日から一部店舗で販売を休止した[30][31]。

### 豊橋市限定コラボ商品
- お亀堂
ブラックサンダーあん巻き [32]
2017年11月1日発売[1]。「ブラックサンダー×トヨハシサンダーズ」の1種[33]。
あんこの代わりに砕いたブラックサンダーにチョコレートクリームを混ぜたチョコレートクリームを入れている[1]。お亀堂の商品を扱っている店なら、東三河のスーパーや湖西市や浜松市でも購入可能。
豊橋総合動植物公園（のんほいパーク）には、限定パッケージでの商品がある[34]。
- ボンとらや
ブラックサンダーピレーネ
2018年2月11日発売[35]。「ブラックサンダー×トヨハシサンダーズ」の1種。
砕いたブラックサンダーにチョコレートクリームを混ぜた生クリームをスポンジ生地で生クリームをくるむ[35]。
- マッターホーン
ブラックサンダーダミエ
2018年2月11日発売[35]。「ブラックサンダー×トヨハシサンダーズ」の1種。
豊橋市のケーキ屋マッターホーンを代表する商品「ダミエ」[36]に、ブラックサンダーを乗せたもの。
ブラックサンダーカップアイス
2018年に発売 [37]。マッターホーン本店と豊橋の夢工場直営店のみの販売だったが、2021年5月下旬より東京工場直営店でも販売開始[38]。
- ベルブレッド 
ブラックサンダーミルキーフランス
2018年1月5日発売[35][33]。「ブラックサンダー×トヨハシサンダーズ」の1種。
豊橋市のパン屋ベルブレッドのコラボ商品。カルピスバターを使用したミルククリームと、ブラックサンダーをミルクフランスパンに挟んだもの[39]。
- ショパン
クロワッサンダー
2016年10月発売[40]。豊橋市のパン屋ショパンとのコラボ商品。
クロワッサンにブラックサンダーを挟んだもの。現在は販売されていない[41][42]。
ブラックサンダーコッペ
2018年2月11日発売[35][33]。「ブラックサンダー×トヨハシサンダーズ」の1種。
クロワッサンダーに代わって登場した商品。チョコ生地の中に、ホイップクリームとブラックサンダーを挟んだもの[43]。
- いちご畑のクレープ屋さん
のんほいイチゴとブラックサンダークレープ
いちご農家の「のんほいイチゴ園とよはし」が営業する移動販売車で、豊橋総合動植物公園（のんほいパーク）園内のみで売られている商品[44]。
- ホテルアソシア豊橋
ブラックサンダールーム
2022年6月11日に開業25周年を迎えた「ホテルアソシア豊橋」とのコラボレーション。2022年6月1日から同年8月31日まで、1日2室限定の「ブラックサンダールーム」宿泊プランが販売された[45]。

## 関連商品

### 書籍
- 謎のブラックサンダー（サンダーさん監修、PHP研究所、2011年2月9日、ISBN 978-4-569-79322-1 ）
キャッチコピーやネーミングの秘密、復活や今後の展開が書かれたファンブック。
- 電撃大王 2010年3月号増刊 シルフ Vol.11（KADOKAWA、2010年01月22日）
ブラックサンダーとコラボしたおもしろさイナズマ級「DearGirl〜Stories〜響」コミック第2巻かけかえクリアカバーが付録として付いた。

### CD
- 発表！知らなきゃイケない!?最新ワード展覧会（ZAIN RECORDS、2010年5月12日）[46]
DAIGOを中心に製作されたCDで、「黒い稲妻のイルミネーション（ブラックサンダー ga-chi-de DAIGO）」が収録されている。もともとはフジテレビの笑っていいとも!の水曜コーナーで、DAIGOによる誤解答が元に作られたうちの1曲。

この他にコラボ商品として衣類や水着などがGUACAMOLE SHOPで扱われている。

## 類似商品
- ゴールデンチョップ
正栄食品工業（現：正栄デリシィ）から30円で販売されていた。キャッチコピーは「電光石火のたべごたえ」「うまさヘビー級」
- ブロックサンダー[47][48]
有楽製菓が自ら「ブラックサンダーの公式ライバル」と称してファミリーマートのみで限定発売する菓子（2021年3月30日から）。ベースになっているのはブラックサンダーだが、表面のチョコレートコーティングを無くし、小さいブロッククランチのみとなっている。有楽製菓では「ビター感のある味わい」「歯切れのよい食感」をアピールしている。
パッケージにプリントされている有楽製菓の「ユーラク」ロゴが良く見ると「ユニーク」になっている。